# F-algebra
F-algebra je v teorii kategorií dvojice {\displaystyle (A,\alpha )}, kde {\displaystyle A} je nosný objekt a {\displaystyle \alpha } morfismus {\displaystyle F(A)\rightarrow A}. F-algebry jsou zobecněním abstraktních algebraických struktur.
Homomorfismus mezi dvěma F-algebrami {\displaystyle (A,\alpha )} a {\displaystyle (B,\beta )} je morfismus {\displaystyle f:A\rightarrow B} takový, že {\displaystyle f\circ \alpha =\beta \circ F(f)}. F-algebry spolu s homomorfismy tvoří kategorii. Má-li tato kategorie počáteční objekt, unikátní morfismy z toho objektu se nazývají katamorfismy. Katamorfismy jsou zobecněním operace fold ve funkcionálním programování.
Příklad: signatura grup je dána funktorem {\displaystyle F:A\mapsto 1+A+A^{2}}.